# Batalha de Santa Cruz de Tenerife (1706)
A Batalha de Santa Cruz de Tenerife de 6 de novembro de 1706 foi um ataque enquadrado no contexto da Guerra da Sucessão Espanhola que seguiu ao conflito menor depois da morte sem descendência de Carlos II de Espanha.

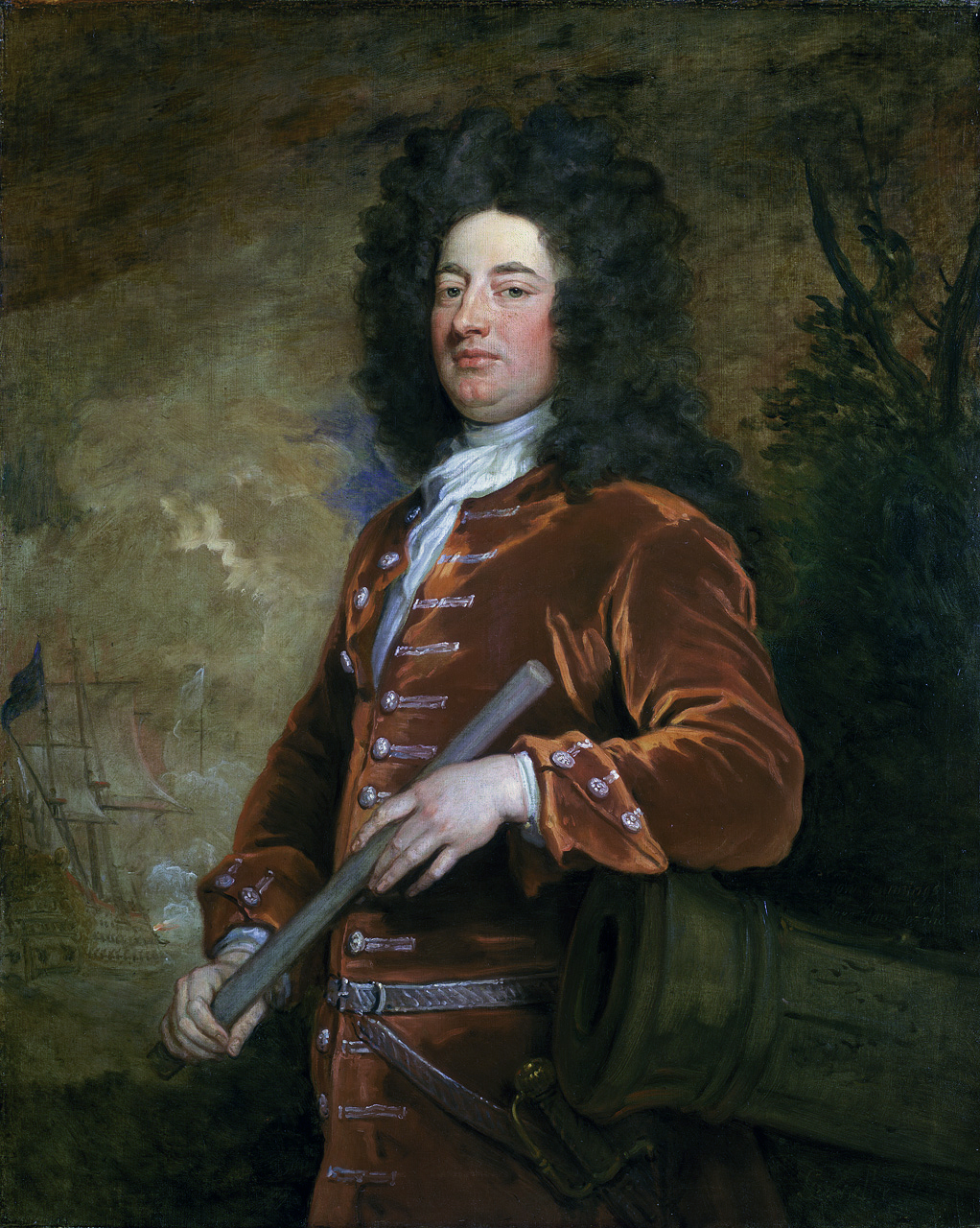
Almirante John Jennings, por Godfrey Kneller.

Ao comando de 13 navios, o contra-almirante da armada inglesa John Jennings, depois de uma primeira tentativa de desembarcar que foi repelida pela artilharia espanhola, coerceu às autoridades da ilha a acrescentar ao bando austracista partidário do pretendente Carlos VI sobre ameaça de tomar militarmente a cidade. O corregidor José de Ayala e Rojas, encarregado da defesa espanhola durante a ausência do governador Agustín de Robles, negou-se, confirmando a fidelidade das ilhas ao rei Felipe V, depois do qual a frota inglesa se retirou da sua posição em frente ao porto ao dia seguinte.